# Mincenii de Sus, Rezina
Mincenii de Sus este un sat din cadrul comunei Mincenii de Jos din raionul Rezina, Republica Moldova.